# Mamanwa

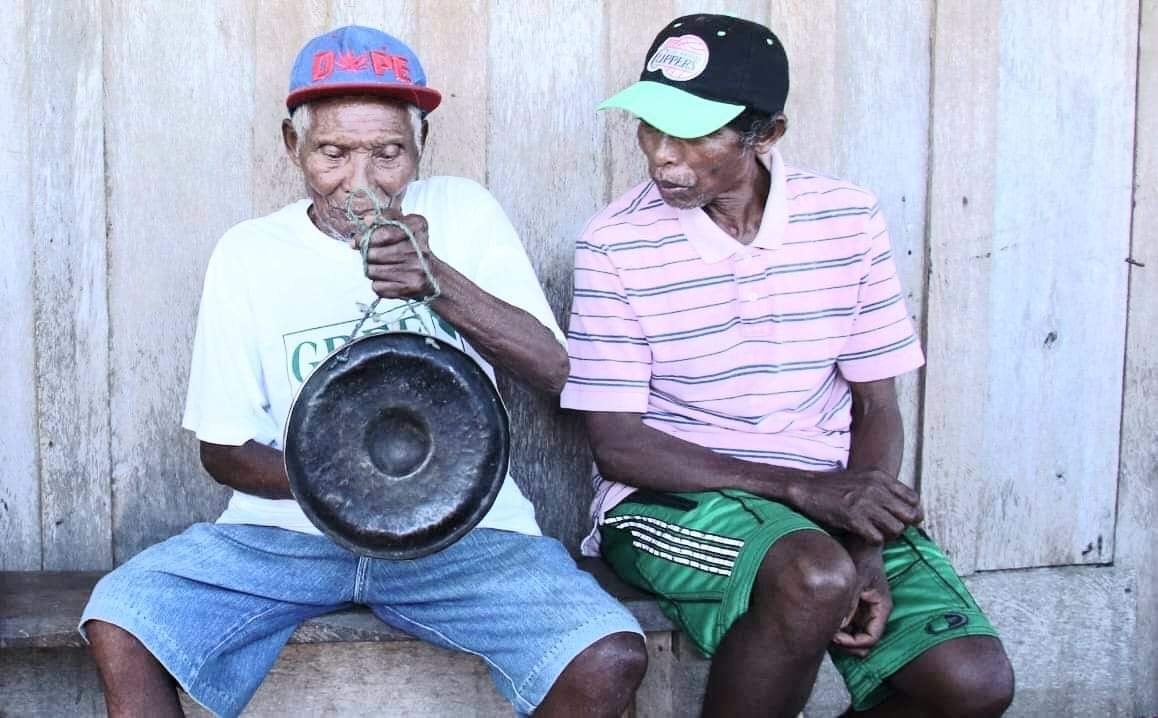

De Mamanwa zijn een inheemse bevolking van het eiland Mindanao in de Filipijnen. In 1990 waren er iets meer dan 5.000 Mamanwa, wonend in de provincies Agusan del Norte en Surigao, in de districten Kitcharao en Santiago.
De Mamanwa worden traditioneel geclassificeerd onder de negrito's, op dezelfde manier als de Aeta van Luzon en de Ati. Genetisch onderzoek op een steekproef van meer dan 1.000 individuen, gekozen uit de Mamanwa, de Aeta en vier andere groepen negrito's op de Filippijnen, heeft aangetoond dat:
- De Mamanwa een groep vormen die zich onderscheidt van andere negritos
- Er geen nauwe relaties tussen negrito's en Afrikanen bestaan
- De negrito's dichter bij andere bevolkingsgroepen in Zuidoost-Azië staan dan bij de Australische Aboriginals en de Papoea's van Nieuw-Guinea.

De Mamanwa stammen, net als de andere negrito's, af van populaties die zich aan het einde van het Pleistoceen vestigden (dat zo'n 11.000 jaar geleden eindigde, dus vóór de komst van de Austronesiërs). De aanwezigheid onder de Mamanwa van genetische markers die bij de Aeta's ontbreken, suggereert echter dat deze twee groepen, hoewel beide geclassificeerd als "negritos", uit verschillende migraties komen.

## Taal
De Mamanwa-taal behoort tot de Centraal Filippijnse groep der Meso-Filippijnse talen van de Malayo-Polynesische tak van Austronesische talen.

## Cultuur
De Mamanwa zijn nomaden die voortdurend hun woonplaatsen veranderen. Deze bestaan uit groepen van 3 tot 20 huishoudens, opgesteld in een cirkel op een heuvelrug of in een vallei. De huizen hebben over het algemeen geen scheidingswanden. De groep is gebaseerd op verwantschapsbanden. De oudste en meest gerespecteerde man is de leider.
Vanouds leefden de Mamanwa als jager-verzamelaars, maar hun traditionele activiteiten zijn in verval. Ze halen nu een deel van hun levensonderhoud uit werkzaamheden voor andere bevolkingsgroepen.